# Beşiktaş JK (football)
Cet article concerne le club de football de Beşiktaş. Pour les autres sections du même club ou le quartier du même nom, voir Beşiktaş Jimnastik Kulübü et Beşiktaş.
Maillots
Actualités
Le Beşiktaş Jimnastik Kulübü est la section football d'un club turc fondé le 3 mars 1903 pour la gymnastique, mais la section football ne voit le jour qu'en 1911. Le club est basé à Istanbul dans le quartier du même nom et joue ses matchs à domicile dans le Stade İnönü du BJK jusqu'en 2013, année où commence la construction de son nouveau stade, le Vodafone Park, nouveau nom depuis juin 2017, auparavant Vodadone Arena, dont la construction s'est achevée par son inauguration officielle sans ses supporters le 10 avril 2016, suivi le lendemain par un premier match dans une ambiance survoltée. Les matchs à domicile du club sont dans un premier temps délocalisés au Recep Tayyip Erdoğan Stadyumu et au Stade olympique Atatürk pour la saison 2013-2014, puis uniquement au Stade olympique Atatürk à partir de la saison 2014-2015. Le club évolue depuis 1959 sans discontinuer dans la Spor Toto Süper Lig, la première division du football turc.
Avec ses seize titres de champion de Turquie (16 titres de Süper Lig et 2 Federasyon Kupası) et ses onze victoires en coupe de Turquie, le club est, avec Galatasaray et Fenerbahçe, l'un des trois clubs majeurs de football de Turquie. Sur la scène européenne, les meilleures performances du club sont un quart de finale de coupe des clubs champions européens en 1987, un quart de finale de coupe UEFA en 2003 un quart de finale de Ligue Europa en 2017.

## Histoire
Le Beşiktaş JK a été fondé le 4 mars 1903 sous le nom de "Bereket Jimnastik Kulübü" et n'était au départ qu'un club de gymnastique. Le 31 mars 1909, le club est renommé en Beşiktaş Osmanlı Jimnastik Kulübü. En août 1911, le club crée sa section de football.

## Image et identité

### Couleurs
Il a été dit que les premières couleurs du club étaient le rouge et le blanc, comme le drapeau du pays. Mais elles ont été changées en noir et blanc après la défaite lors des guerres balkaniques, en signe de deuil, et cela devait durer jusqu’au jour où les territoires balkaniques seraient à nouveau rattachés à la Turquie.
Cependant, selon certaines recherches, notamment celles menée pour la réalisation du documentaire « 100. Yıl Belgeseli »  (Documentaire du 100ᵉ anniversaire) pour le centenaire du club, il a été avancé, à travers divers documents, que la couleur rouge n’avait jamais été utilisée, et que les couleurs du club avaient toujours été le noir et le blanc.

### Blason
Le blason se forme de 9 parties : une première rayure blanche, qui représente le chiffre « 1 », trois rayures noires pour le chiffre « 3 », une seconde rayure blanche une nouvelle fois pour le chiffre « 1 », le drapeau turc, l'inscription « BJK », l'année de fondation du club « 1903 » et, enfin, trois étoiles noires.
Les quatre chiffres (1, 3, 1 et 9), qui structurent le blason, signifient 1319, qui correspond à l’année 1903 dans le calendrier julien. Le drapeau turc qui se trouve sur le blason est un cadeau de la Fédération de Turquie de football. Ce cadeau a été donné à la suite d'un match disputé contre l’équipe nationale de Grèce avec uniquement l'effectif du club. Beşiktaş est le premier club à avoir le drapeau turc sur son blason.

### Le surnom d'«aigles noirs»
Champion les deux années précédentes, Beşiktaş commença la saison 1940-1941 avec une nouvelle équipe, plus jeune. Le dimanche 19 janvier 1941, cinq semaines avant la fin du championnat, Beşiktaş avait un match contre Süleymaniye. Dans le stade de Şeref avec l’arbitre du match, Semih Duransoylu, Beşiktaş sortit sur le terrain avec Faruk, Yavuz, İbrahim, Rıfat, Halil, Hüseyin, Şakir, Hakkı, Şükrü, Şeref, Eşre. Ce fut une belle victoire de Beşiktaş comme il y en eut beaucoup cette saison-là. Pendant la deuxième mi-temps, les joueurs du Beşiktaş ne cessèrent d'attaquer. Derrière le panneau avec la photo de Mustafa Kemal Atatürk quelqu’un commença à crier : « Allez les Aigles Noirs, attaquez les Aigles Noirs ». Et tous les supporters du stade commencèrent à crier la même chose, devant les journalistes suivant le match, surpris par ce phénomène. Depuis, le surnom de l’équipe de Beşiktaş est devenu « Aigle Noir » (en Turc : Kara Kartal). Le nom de la personne qui a crié pour la première fois était Mehmet Galin. Le score final fut de 6 à 0, avec 3 buts de Şeref Görkey, un du capitaine Hakkı Yeten, un de Şakir et un de Şükrü. Après ce match, le symbole de Beşiktaş devint « les Aigles Noirs »,.

## Palmarès et résultats sportifs

### Titres et distinctions
Le Beşiktaş JK remporte son premier championnat en 1920. Après avoir gagné tous les matchs dans son groupe, il s'impose le 23 juillet 1920 en finale face à Darüşşafakasur sur le score de deux buts à un.
Lors de la saison 2002-2003, pour le centième anniversaire du club, Beşiktaş remporte le championnat avec 8 points d’avance sur le second et avec un bilan sans faute (aucune défaite et aucun but encaissé) contre ses principaux rivaux du Galatasaray SK et de Fenerbahçe. Lors de cette même saison, Beşiktaş atteint les quarts de finale de la Coupe UEFA, son meilleur résultat dans cette compétition.
Le Palmarès avant la république
| 1919-1920 | Champion de la Ligue turque d'Istanbul |
| 1920-1921 | Champion de la Ligue turque d'Istanbul |
| 1921-1922 | Champion de la Ligue Pazar d'Istanbul  |

Le Palmarès après la république
| 1923-1924 | Champion de la Ligue d'Istanbul                                  |
| 1933-1934 | Champion de la Ligue d'Istanbul                                  |
| 1934      | Champion de la Ligue turque                                      |
| 1934-1935 | Champion de la Ligue SID d'Istanbul                              |
| 1937-1938 | Vainqueur de la Coupe de "Teyyare"                               |
| 1938-1939 | Champion de la Ligue d'Istanbul                                  |
| 1939-1940 | Champion de la Ligue d'Istanbul                                  |
| 1940-1941 | Champion de la Ligue d'Istanbul                                  |
| 1940-1941 | Champion de la Ligue turque                                      |
| 1941-1942 | Champion de la Ligue d'Istanbul                                  |
| 1942-1943 | Champion de la Ligue d'Istanbul                                  |
| 1943      | Vainqueur de la Coupe d'Istanbul                                 |
| 1943      | Vainqueur de la Coupe de la foire d'Izmir                        |
| 1943-1944 | Champion de la Ligue turque                                      |
| 1944      | Vainqueur de la Coupe de la présidence du conseil                |
| 1944-1945 | Vainqueur de la Coupe d'Istanbul                                 |
| 1945      | Vainqueur de la Coupe d'Istanbul                                 |
| 1945-1946 | Champion de la Ligue d'Istanbul (7e fois en 8 ans)               |
| 1946-1947 | Champion de la Ligue turque                                      |
| 1947      | Vainqueur de la Coupe de la présidence du conseil                |
| 1949-1950 | Vainqueur de la Coupe d'Istanbul                                 |
| 1950-1951 | Vainqueur de la Ligue professionnelle d'Istanbul (première fois) |
| 1951      | Champion de la Ligue turque                                      |
| 1951-1952 | Vainqueur de la Ligue professionnelle d'Istanbul                 |
| 1952-1953 | Vainqueur de la Ligue professionnelle d'Istanbul                 |

| Compétitions internationales | Compétitions nationales |

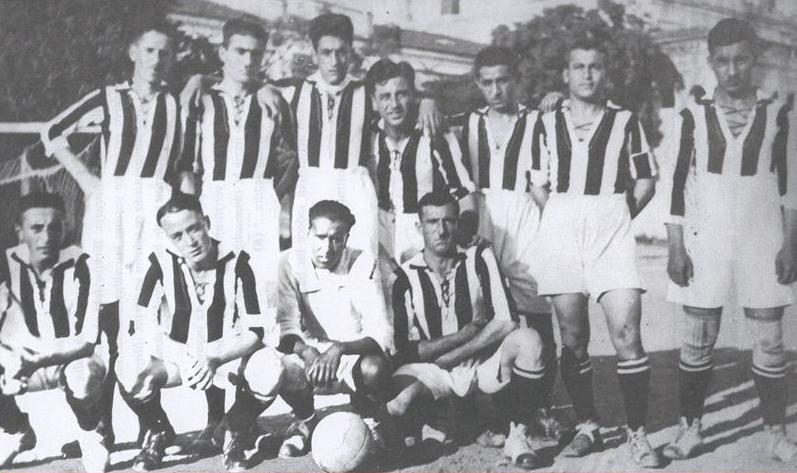
Beşiktaş JK Champion de la saison 1923-1924.

| - Ligue des champions (0) : - Meilleur résultat : quarts de finale en 1987 - Coupe UEFA/Ligue Europa (0) : - Meilleur résultat : quarts de finale en 2003 et en 2017                   | - Championnat de Turquie (16) - Champion : 1957, 1958, 1960, 1966, 1967, 1982, 1986, 1990, 1991, 1992, 1995, 2003, 2009, 2016, 2017 et 2021 - Vice-champion : 1963, 1964, 1965, 1968, 1974, 1985, 1987, 1988, 1989, 1993, 1997, 1999, 2000 et 2007 - Coupe de Turquie (11) : - Vainqueur : 1975, 1989, 1990, 1994, 1998, 2006, 2007, 2009, 2011, 2021 et 2024 - Finaliste : 1966, 1977, 1984, 1993, 1999 et 2002 - Supercoupe de Turquie (11) : - Vainqueur : 1967, 1974, 1986, 1989, 1992, 1994, 1998, 2000, 2006, 2021 et 2024 - Finaliste : 2007, 2009, 2016 et 2017 - Coupe de la Présidence (7) : - Vainqueur : 1967, 1974, 1986, 1989, 1992, 1994 et 1998 - Finaliste : 1975, 1977, 1982, 1990, 1991, 1993 et 1995 - Coupe TSYD (12) : - Vainqueur : 1965, 1966, 1971, 1972, 1974, 1984, 1985, 1988, 1990, 1991, 1993 et 1996 |
| Compétitions nationales disparues | Tournois saisonniers |
| - Coupe Atatürk (1) : - Vainqueur : 2000 - Coupe du Chancelier (6) : - Vainqueur : 1944, 1947, 1974, 1977, 1988 et 1997 - Coupe Spor Toto (4) : - Vainqueur : 1966, 1968, 1969 et 1970 | |

## Joueurs et personnalités du club

### Joueurs les plus capés
| Nom                | Matches |
| ------------------ | ------- |
| Rıza Çalımbay      | 702     |
| Mehmet Özdilek     | 484     |
| Feyyaz Uçar        | 422     |
| Ibrahim Üzülmez    | 392     |
| Necip Uysal        | 363     |
| / Atiba Hutchinson | 337     |
| Gökhan Keskin      | 336     |
| Recep Çetin        | 333     |
| Ibrahim Toraman    | 325     |
| / Oguzhan Özyakup  | 309     |

### Meilleurs buteurs
| Nom              | Buts |
| ---------------- | ---- |
| Feyyaz Uçar      | 369  |
| Mehmet Özdilek   | 148  |
| Rıza Çalımbay    | 106  |
| Ertuğrul Sağlam  | 103  |
| Oktay Derelioglu | 98   |
| Bobô             | 95   |
| Sergen Yalcin    | 79   |
| Ali Gültiken     | 77   |
| / Cenk Tosun     | 64   |
| / Ahmet Dursun   | 64   |

### Effectif professionnel actuel
Le premier tableau liste l'effectif professionnel du Beşiktaş JK pour la saison 2025-2026. Le second recense les prêts effectués par le club lors de cette même saison.
En grisé, les sélections de joueurs internationaux chez les jeunes mais n'ayant jamais été appelés aux échelons supérieurs une fois l'âge-limite dépassé
ou les joueurs ayant pris leur retraite internationale.

### Joueurs emblématiques
(mars 2015).
Les joueurs marquants,, :
| - Şükrü Gülesin (1940-1944, 1945-1950) - Feyyaz Uçar (1982-1994) - Sergen Yalçin (1991-1997, 2002-2006) - Alpay Özalan (1993-1999) - Nihat Kahveci (1997-2002, 2009-2011) - Tayfur Havutçu (1998-2006) - İbrahim Üzülmez (1999-2011) - İlhan Mansız (2001-2004) - Tümer Metin (2001-2006) - İbrahim Toraman (2004-2015) - Rüstü Reçber (2007-2012) | - Matías Delgado (2006-2010) - Ekrem Dağ (2008-2012) - Veli Kavlak (2011-) - Ronaldo Guiaro (2001-2005) - Antônio Carlos Zago (2002-2004) - Amaral (2002-2003) - Kléberson (2005-2007) - Bobô (2006-2008) - Mert Nobre (2006-2011) - Talisca (2017-2018) - Ricardinho (2006-2011) - Zlatko Yankov (1996-1998) - Yordan Letchkov (1997-1998) - Atiba Hutchinson (2013-2023) - Rodrigo Tello (2007-2010) - Óscar Córdoba (2002-2006) - Marijan Mrmić (1996-1998) - Tomáš Sivok (2008-2015) - Ahmed Hassan (2003-2006) - Les Ferdinand (1988-1989) | - Juanfran García (2004-2005) - Guti (2010-2011) - Pascal Nouma (2000-2001, 2002-2003) - Édouard Cissé (2007-2009) - Raimond Aumann (1994-1995) - Stefan Kuntz (1995-1996) - Markus Münch (1999-2001) - Fabian Ernst (2008-2012) - Roberto Hilbert (2010-2013) - Mario Gómez (2015-2016) - János Kuszmann (1966-1967, 1968-1969) - Eyjólfur Sverrisson (1994-1995) - Federico Giunti (2002-2004) - Daniel Amokachi (1996-1999) - Ronny Johnsen (1995-1996) - John Carew (2004-2005) - José del Solar (1998-1999) - Jarosław Bako (1991-1993) - Kaan Dobra (2002-2005) | - Ricardo Quaresma (2010-2012, 2015-2019) - Simão (jan.2011-2012) - Manuel Fernandes (2010-2014) - Hugo Almeida (jan.2011-2014) - Ion Barbu (1970-1971) - Adrian Ilie (2003-2004) - Daniel Pancu (2002-2006) - Fani Madida (1992-1995) - Dmitri Khlestov (2000-2002) - Ian Wilson (1989-1990) - Demba Ba (2014-2015) - Miroslav Karhan (2000-2001) - Filip Hološko (2008-2015) - Jamal Sellami (1998-2001) - Zoubaier Baya (2001-2002) - Sava Paunović (1977-1979) - Dževad Šećerbegović (1983-1985) - Mirsad Kovačević (1984-1986) |

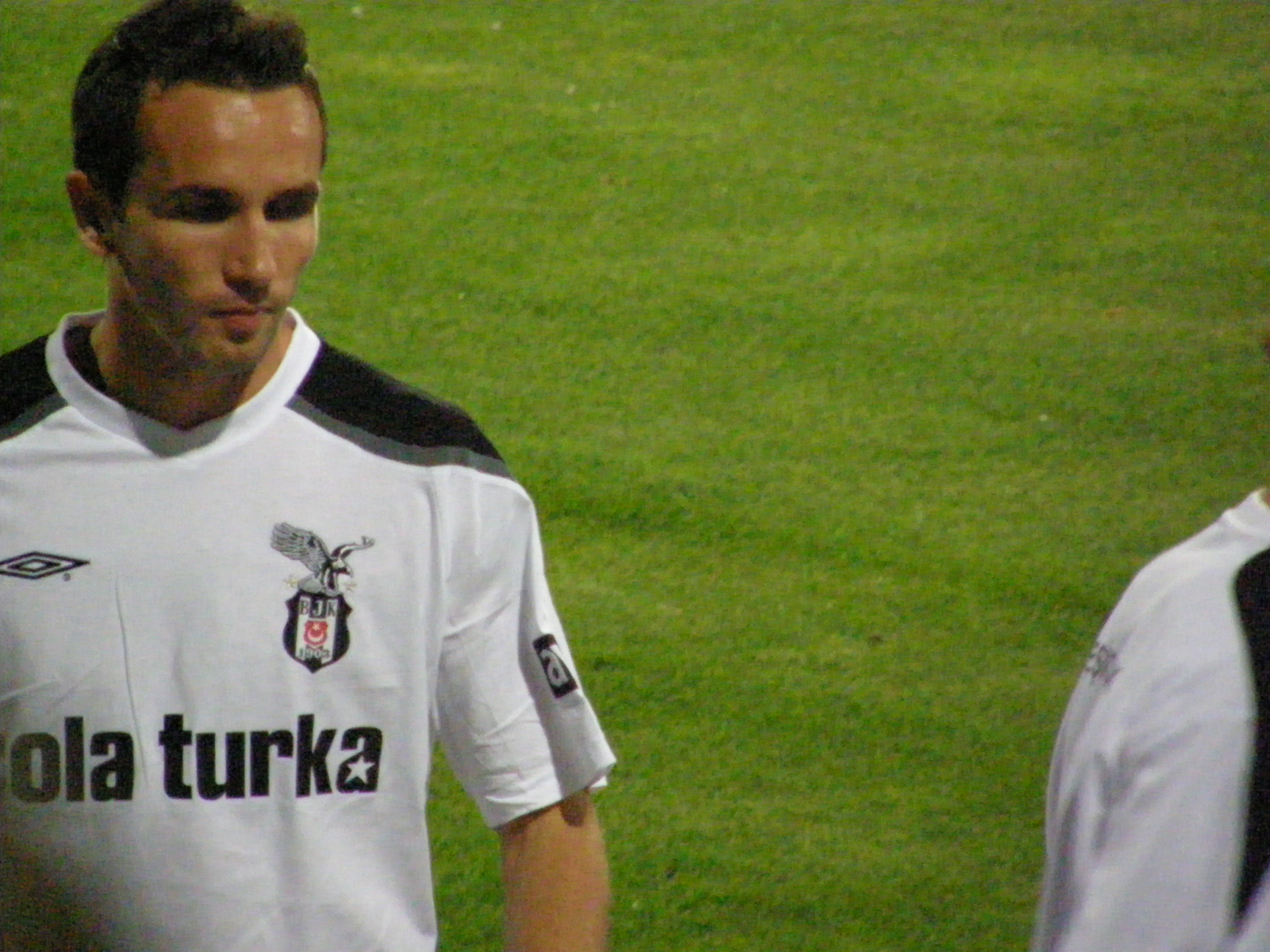
Tomáš Sivok
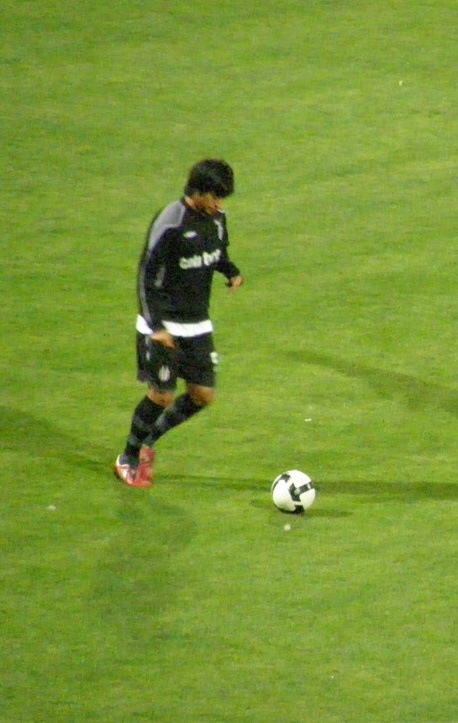
İbrahim Toraman
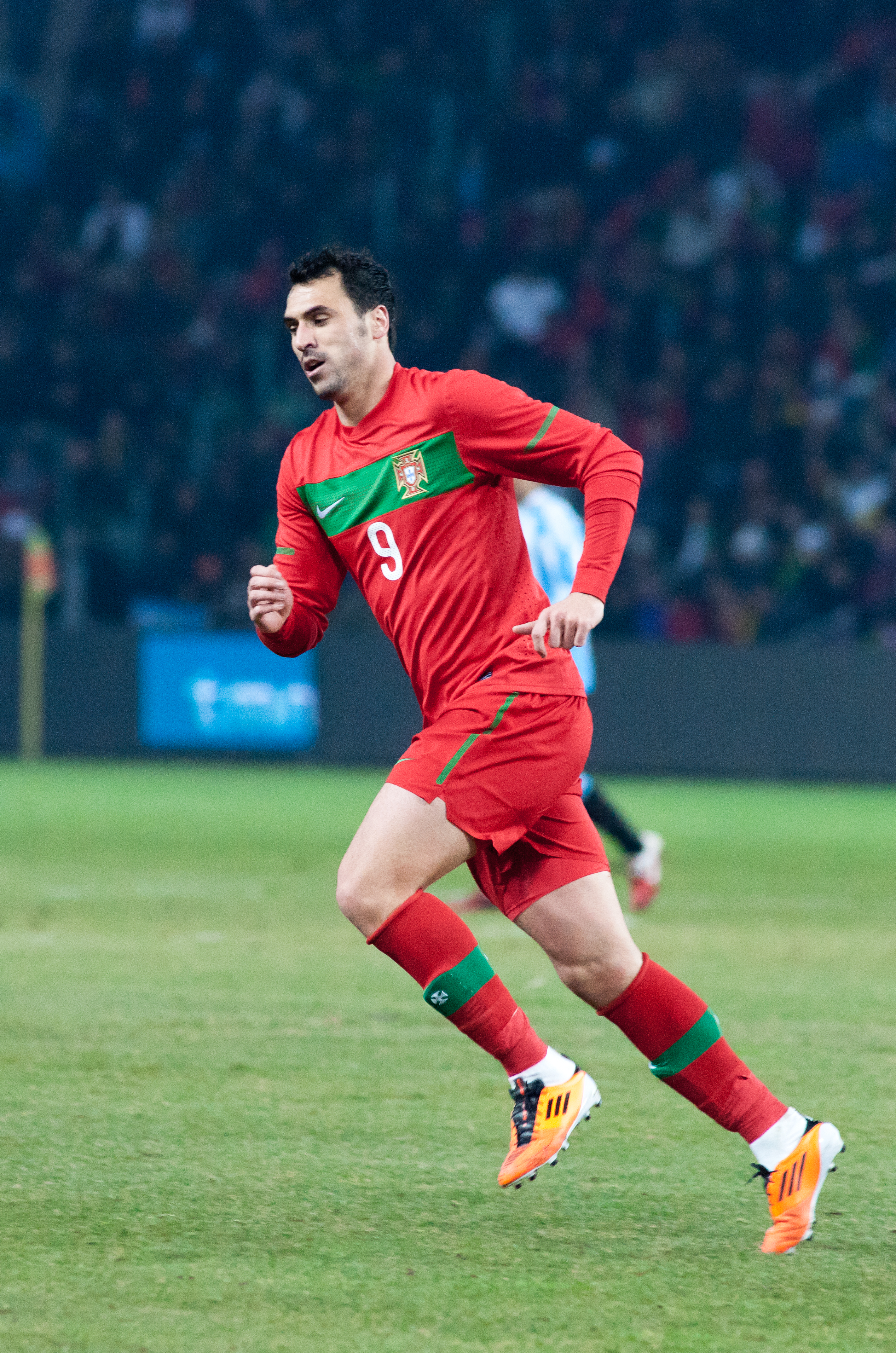
Hugo Almeida
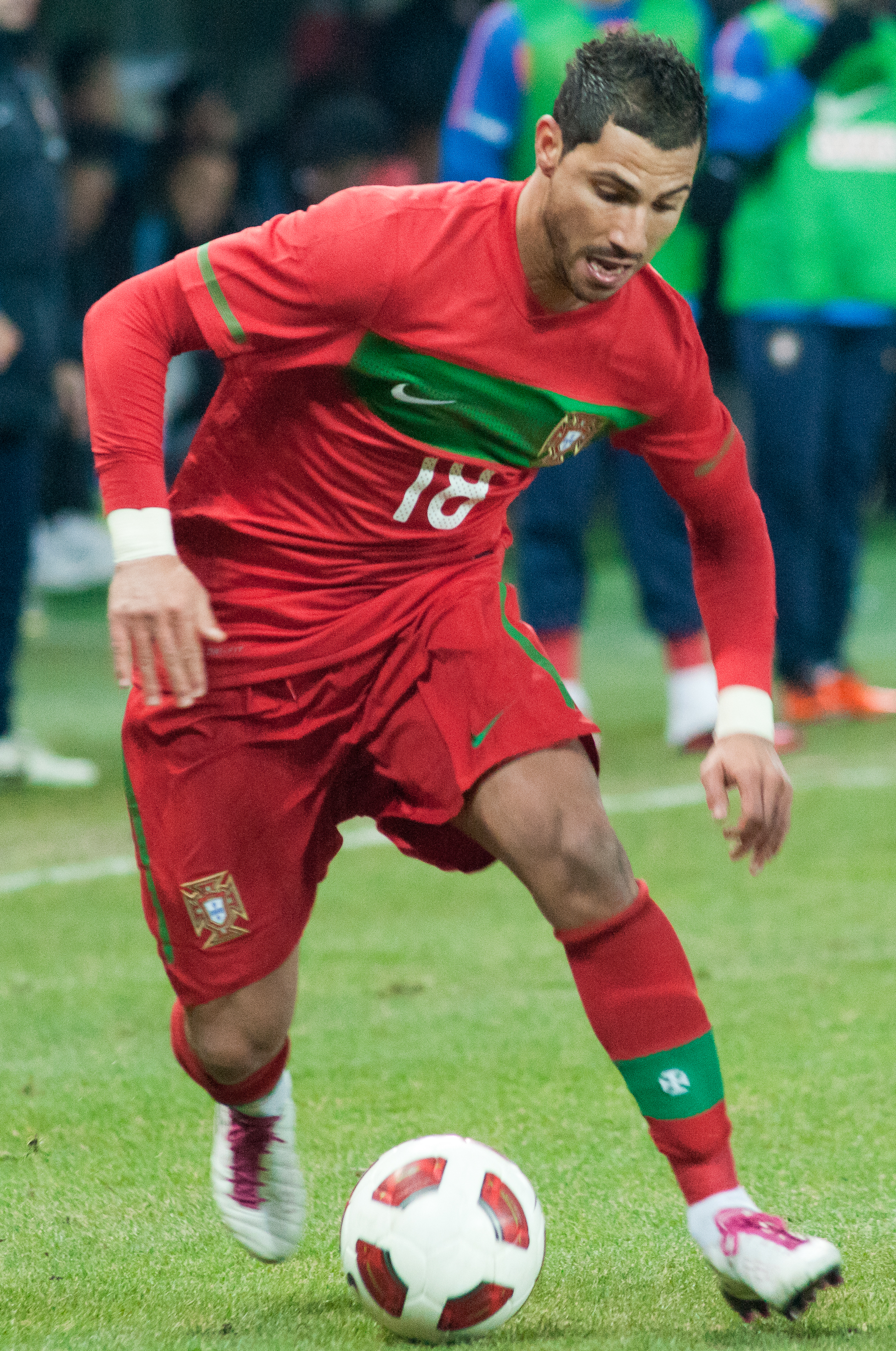
Ricardo Quaresma
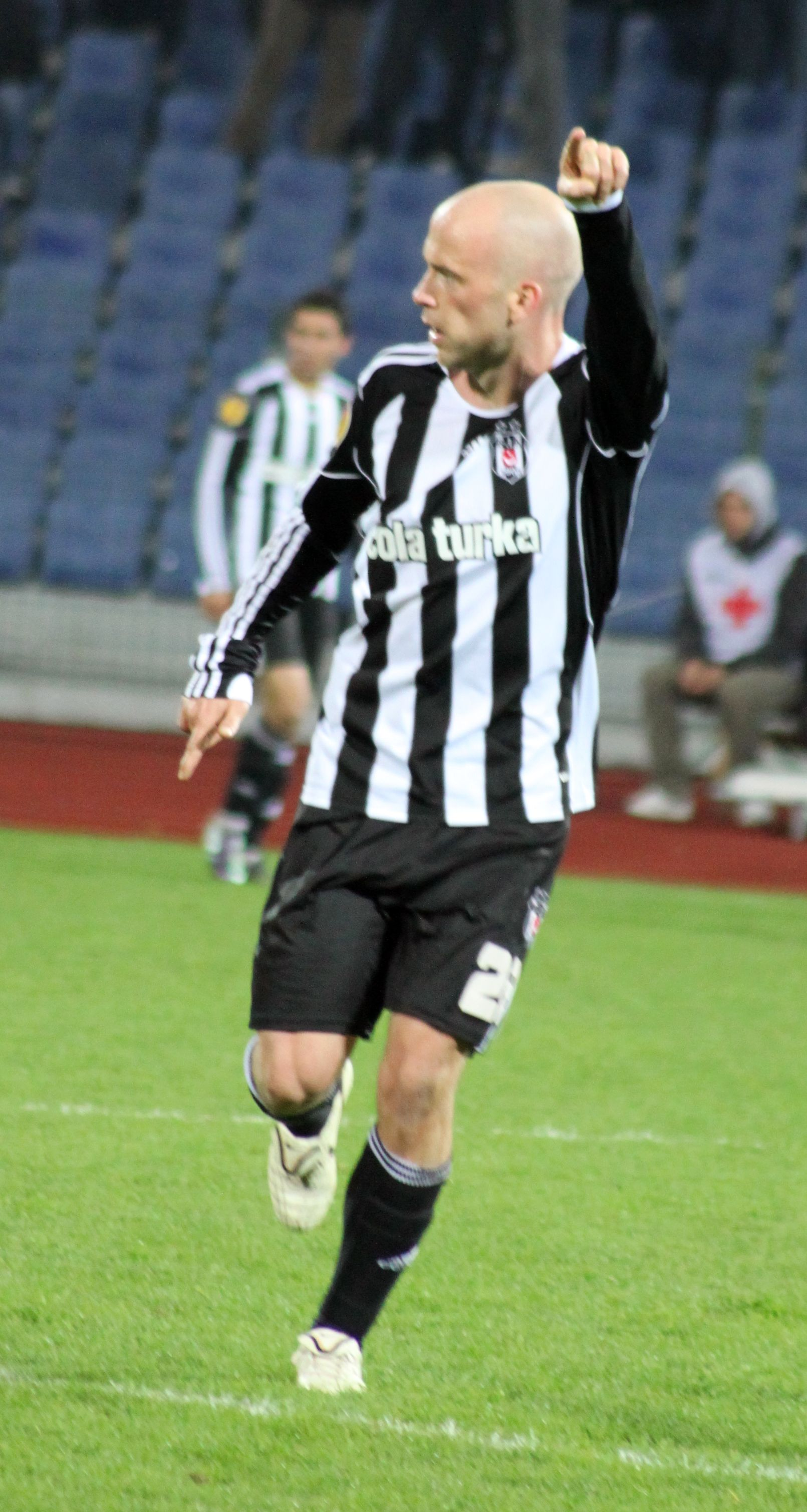
Fabian Ernst
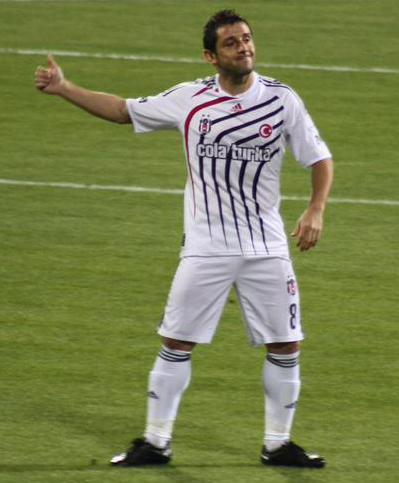
Nihat Kahveci
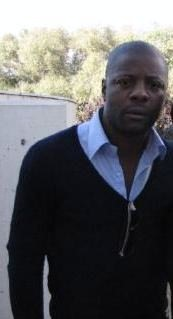
Pascal Nouma
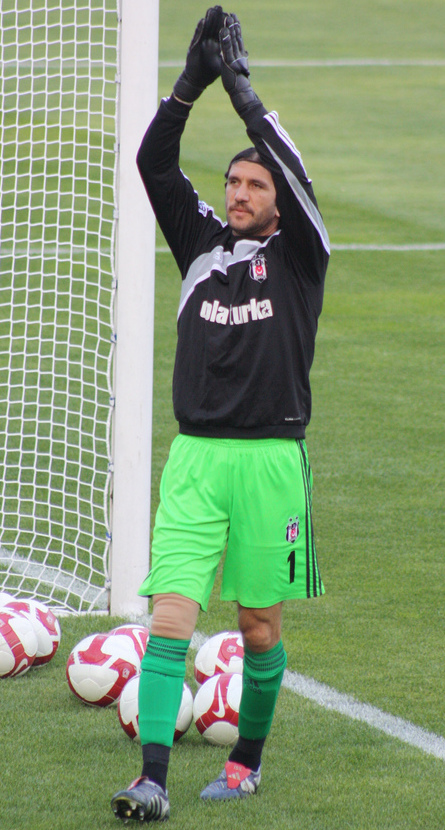
Rüştü Reçber
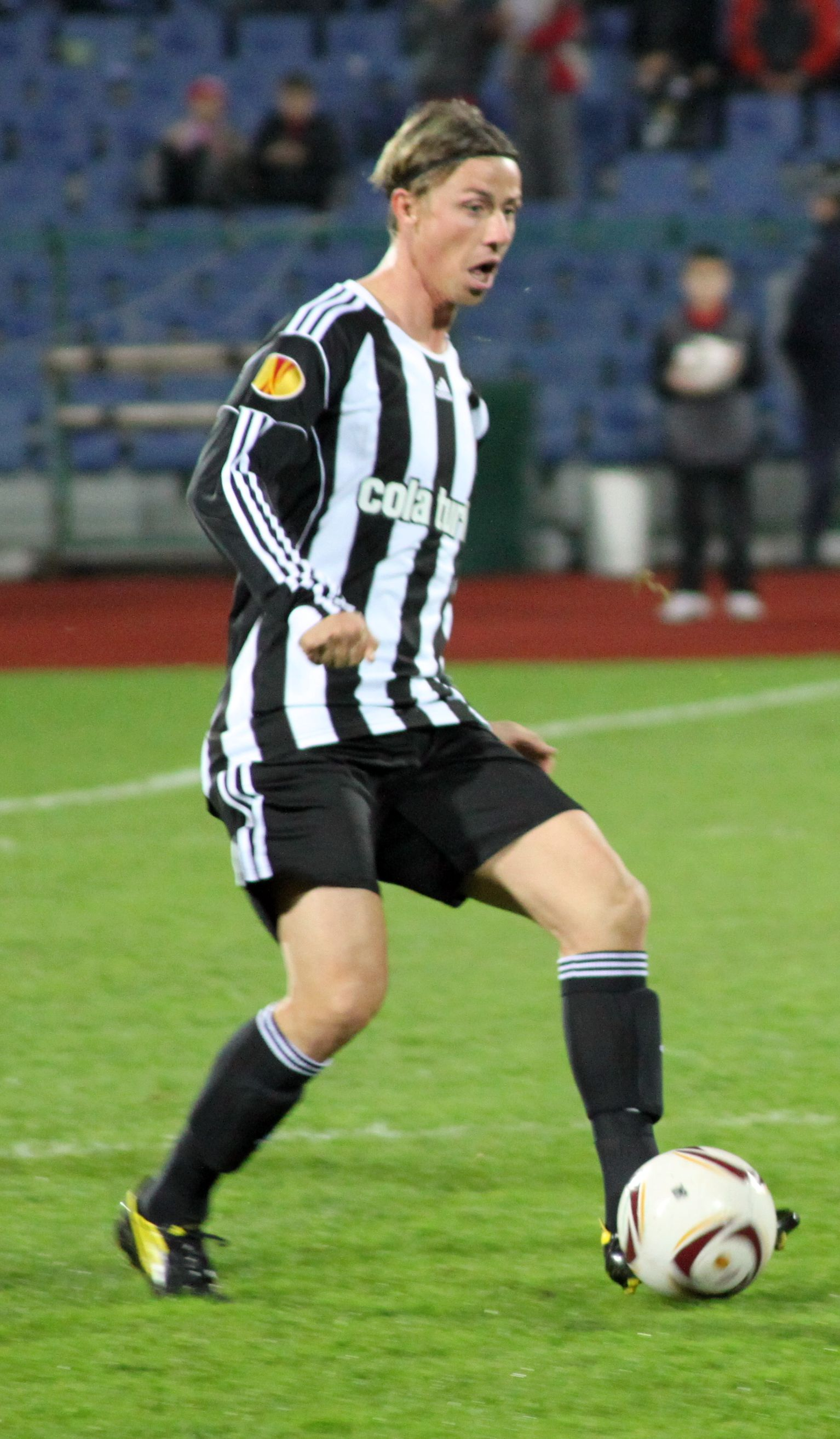
José María Gutiérrez Hernández
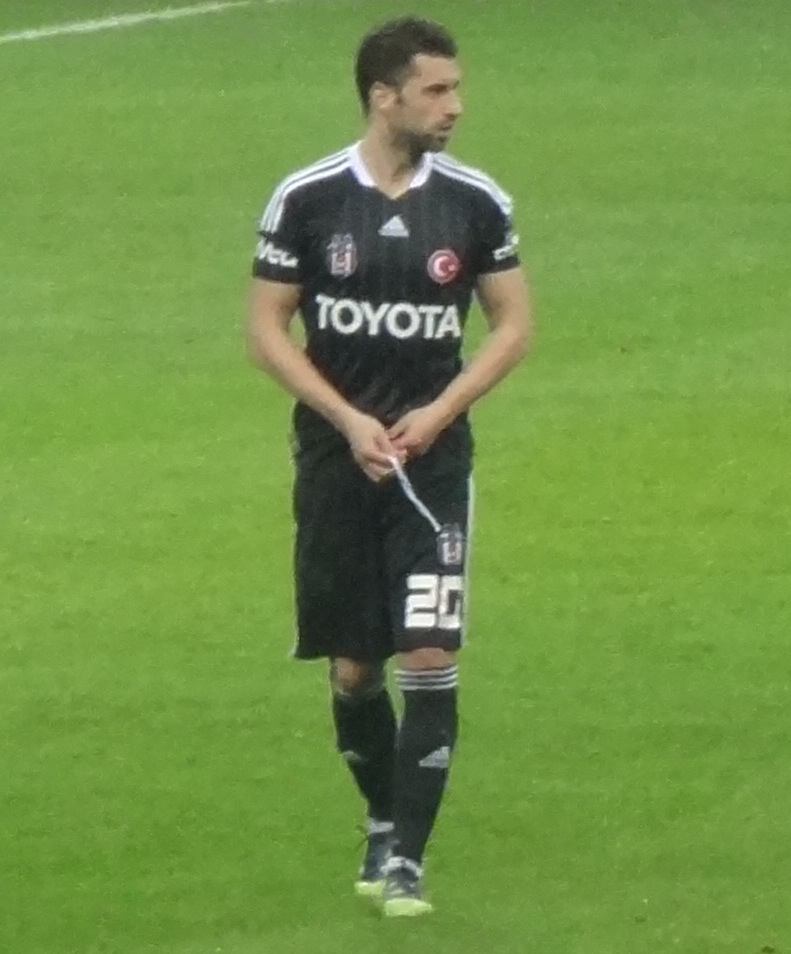
Simão Sabrosa
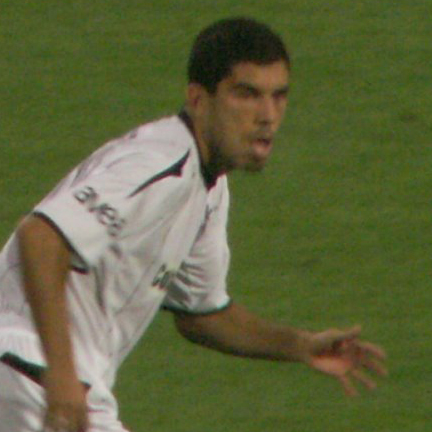
Ricardinho
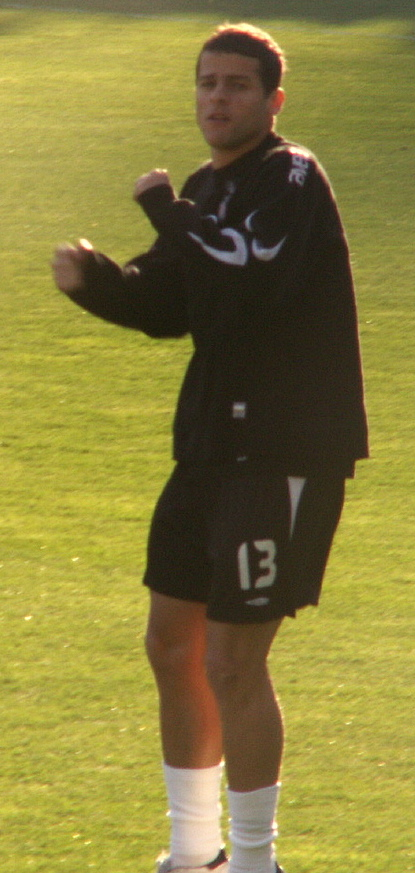
Bobô

## Infrastructures

### Stade de BJK İnönü

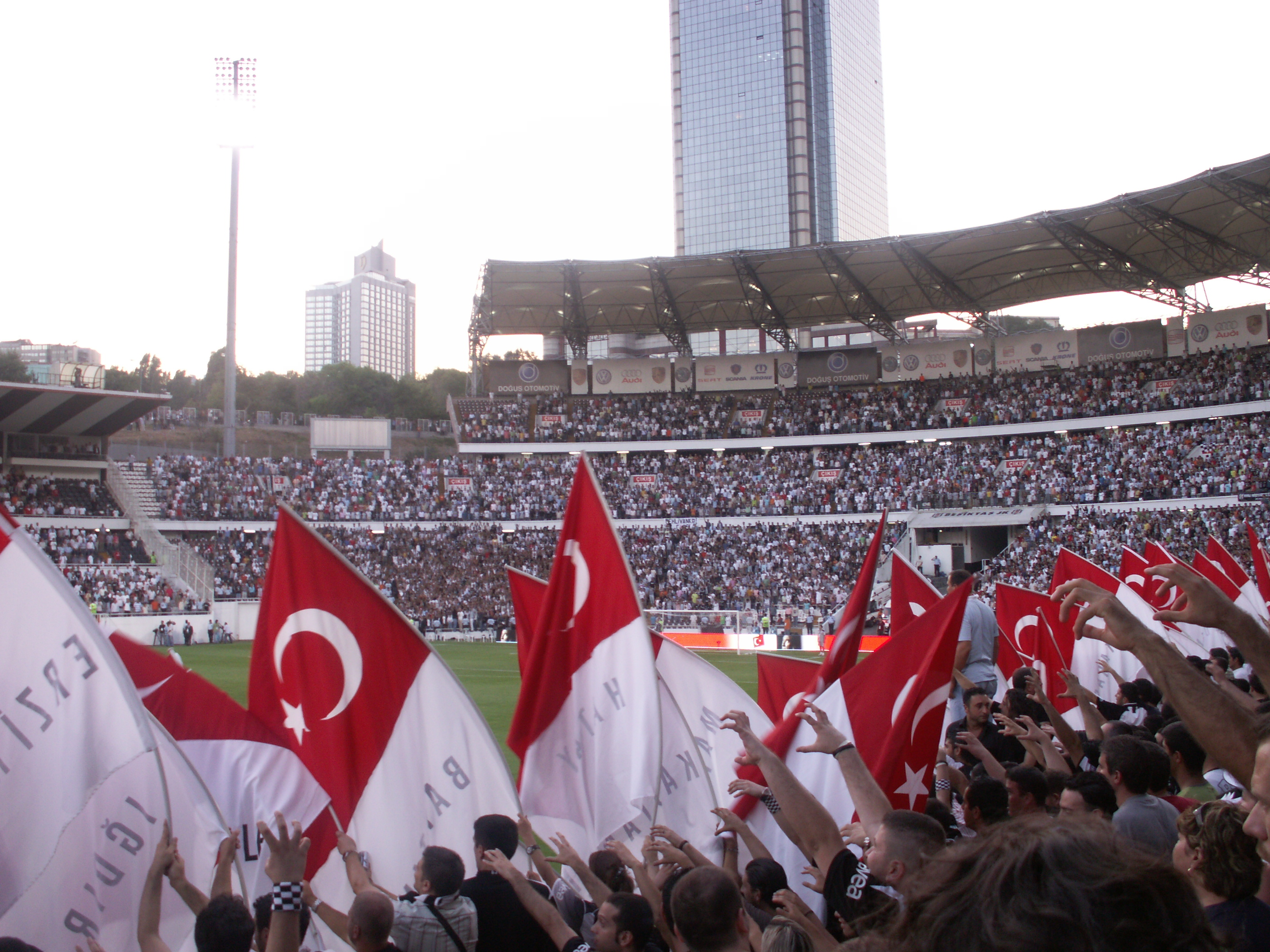
Supporters de Beşiktaş au stade İnönü en 2006 avant le début du match contre Gaziantepspor avec les drapeaux turcs pour protester contre les attentats terroristes qui sont survenus.

Le stade İnönü a été ouvert en 1947. Les plans de ce stade ont été faits par l’architecte italien Paolo Vietti-Violi (en), ainsi que les architectes turcs Şinasi Şahingiray et Fazıl Aysu. Le stade se trouve juste en face du Palais de Dolmabahçe, au sein du quartier Beşiktaş à Istanbul.
Le premier match disputé dans le stade İnönü oppose Beşiktaş à l’équipe suédoise AIK, le 1947 et se solde par une victoire trois buts à deux des Stambouliotes. Süleyman Seba est l'auteur du premier but.
Le 8 février 1998, le stade est loué au Beşiktaş JK pour une durée de 49 ans. Après la fin de la saison 2003-2004, le stade est rénové. Le rabaissement du terrain et la diminution de 4 mètres de la distance entre le terrain et les tribunes ont permis d'augmenter la capacité du stade de 50 % avec un total de 32 145 place assises. À la suite de la pression des supporteurs, la tribune des journalistes a été déplacée du côté des tribunes numérotées. Les grilles ont été enlevées. Pour améliorer les entrées et sorties des supporters, le nombre de portes a été doublé, passant de 36 à 72. Avec le renouvellement, une section a été faite pour BJK TV, la télévision du club.
Avec le congrès financier de 2007-2008, Beşiktaş a pris la décision d’augmenter la capacité du stade à 42 000 places.

### Vodafone Arena
Le 1er février 2011, le Beşiktaş JK annonce un accord avec la ville d'Istanbul pour un projet de nouveau stade. Le club souhaite détruire le stade İnönü pour construire sur le même emplacement un stade neuf d'une capacité de 42 000 places et en commencer les travaux dès mai 2011 pour une durée de 18 mois. Le projet est cependant dans un premier temps repoussé d'une saison, le permis de construire n'étant obtenu que début 2012. Le 7 juillet 2012, sur demande du nouvel entraîneur de l'équipe première de l'époque, Samet Aybaba, le président Fikret Orman repousse le début des travaux d'une saison supplémentaire. Le 24 février 2013, à l'occasion de l'assemblée générale annuelle du club, le président Fikret Orman annonce que le nouveau stade verra le jour pour le début de la saison 2014-2015.
Le 20 août 2013, le Beşiktaş JK dévoile la signature d'un contrat de sponsoring avec l'entreprise de télécommunication Vodafone pour un montant total de 145 millions de dollar. Le contrat inclut un accord de naming pour le nouveau stade du BJK, qui prend alors le nom de « Vodafone Arena ».
Pendant la durée des travaux, le Beşiktaş JK trouve un accord avec un autre club d'Istanbul, le Kasımpaşa Spor Kulübü, pour l'utilisation du Recep Tayyip Erdoğan Stadyumu, situé non loin du stade İnönü. Cet accord est cependant mal reçu par les supporters du club à la fois pour une question de rivalité avec le Kasımpaşa SK et pour des questions politiques, Kasımpaşa étant le quartier de naissance du premier ministre turc, Erdoğan. Un différend en cours de saison avec leurs homologues de Kasımpaşa pousse finalement les dirigeants du Beşiktaş à se reporter sur la solution du stade olympique Atatürk pour accueillir les matchs à domicile du club. Après avoir repoussé l'ouverture de la Vodafone Arena d'une saison, la délocalisation des matchs à domicile dans le stade olympique Atatürk est confirmée pour la saison 2014-2015.

## Supporters

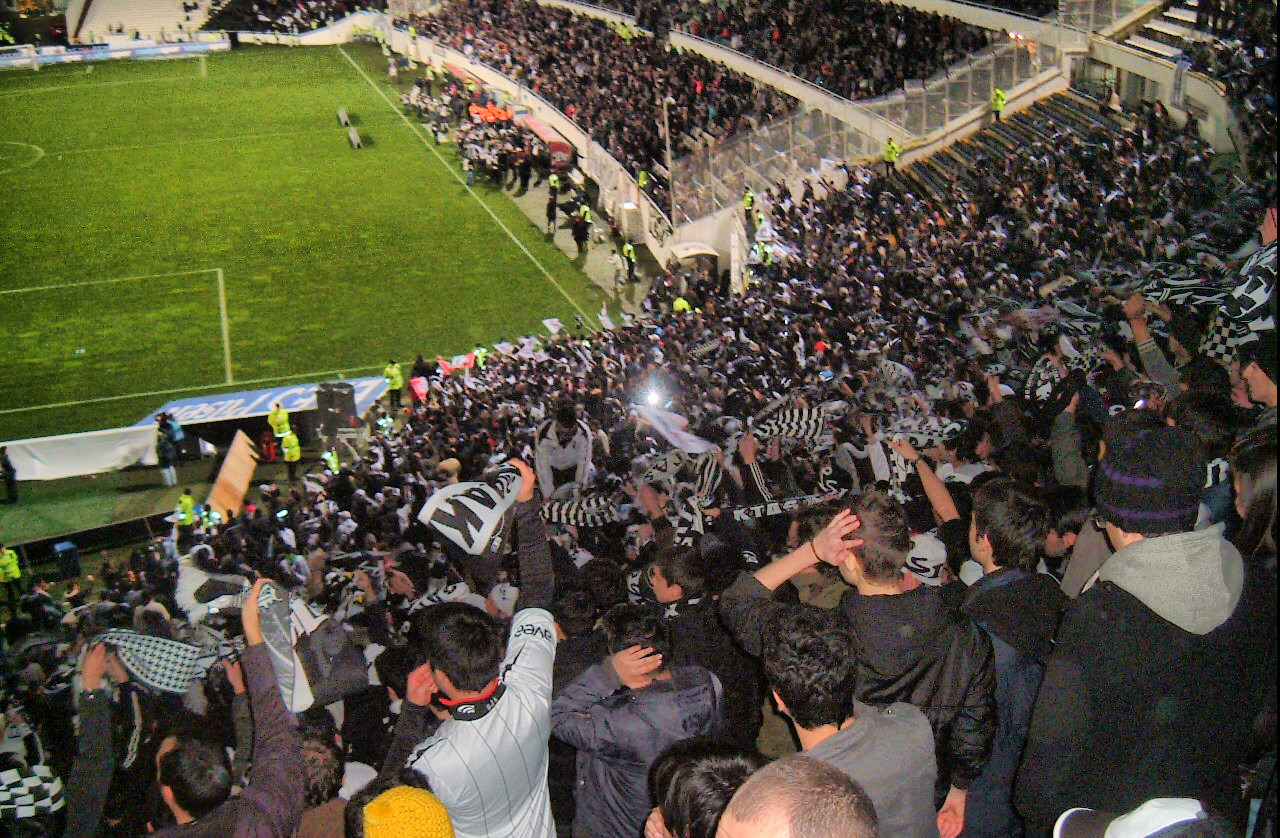
Supporters de Beşiktaş.

- Çarşı (se prononce "tcharsheu") est le groupe phare du Beşiktaş. Très connu en Turquie, il s'est déjà fait remarquer en Europe lors de la Coupe du monde 2006, mais aussi à l'Euro 2008 lors du match Turquie-Croatie avec une pancarte à leur nom.
- Le groupe s'est aussi fait remarquer en Ligue des Champions contre Liverpool, soutenant le Beşiktaş JK pendant 90 min sans s'arrêter, Mais aussi lors d'un match à Inönü contre le Fernerbahce Istanbul. Durant ce match, les supporters ont battu le record de décibels dans un stade de foot (132 décibels) après l'égalisation de José Antonio Kléberson sur coup franc à la 90e minute[25].
- Ils battent leur propre record de décibels contre Liverpool en 2008 à Istanbul (136 décibels).
- Un DVD reportage sur Çarşı est sorti en Turquie sous le nom de "ASI RUH", racontant la vie des supporters. Plusieurs célébrités (notamment Alen Markaryan, le leader du groupe) sont interviewées dans ce reportage.